# Синьо ромолниче
Сините ромолничета (Calopteryx virgo) са вид насекоми от семейство Calopterygidae.

## Разпространение
Разпространени са в Европа, включително в България, главно около малки бързотечащи реки в гористи местности.